# Ljuben Spasov
Ljuben Spasov, bolgarski šahovski velemojster, * 23. marec, 1943, Sofija, Bolgarija, †  5. julij 2023, Sofija.